# Palmüra
Palmüra, latinosan Palmyra az ókori Szíria egyik fontos városa volt, mely egy oázisban, Damaszkusztól 215 km-re északkeletre és az Eufrátesztől 120 km-re délnyugatra helyezkedik el. A Szír-sivatagot keresztülszelő karavánok hosszú évszázadokon keresztül virágzó városa „a sivatag mátkája” néven volt ismert. A görög Palmüra városnév az eredeti arámi Tadmor név fordítása, amelynek jelentése ’pálmafa’. Tadmur (arabul تدمر) a neve az ókori romok melletti mai kisvárosnak is.

## Története

### Ókor
Valamikor még szavanna borította a mai Szír-sivatagot és egy tó létezett Palmüra közelében.
A városról legkorábban Mári archívuma tesz említést az i. e. 2. évezredben. Mári egy másik kereskedőváros volt, melyet a kiterjedt kereskedelmi hálózat kapcsolt össze Mezopotámiával és Észak-Szíriával. A Héber Biblia, a Krónikák második könyve (8.4) említi Tadmor nevét, amely ebben az időben Salamon zsidó király alá tartozott (I. e. 950 körül). Ekkor már a pusztában lévő városnak van említve. Tamar városát említi a Királyok első könyve (9.18) is melyet szintén Salamon védelmezett, ez hagyományosan „Tadmor”–nak olvasható (lásd. Qere), de ez lehet, hogy a Holt-tenger közelében levő helyre vonatkozik.
Josephus Flavius, a A zsidók története VIII. könyvében szintén említi Tadmor városát, a görög Palmüra névvel, amit Salamon építtetett.
A modern héberben Palmüra neve Tadmor. A „Palmüra” név pontos etimológiája nem ismert, még ha néhány nézet szerint a térségben növő pálmafákra vonatkozik, mások viszont kevésbé biztosak ebben és úgy hiszik, hogy a „Tadmor” nevének helytelen fordítása (c.f. Colledge, Seyrig, Starcky és mások).

### Római Birodalom
Amikor a Szeleukidák elfoglalták Szíriát i. e. 323-ban, a város magára maradt és függetlenné vált. Az i. e. 1. században a város felvirágzott, mint a kelet-nyugati kereskedőutak pihenőhelye és a tömjénút végpontja. I. e. 41-ben a rómaiak Marcus Antonius vezetésével megpróbálták elfoglalni Palmürát, de nem sikerült, mert a városiak elmenekültek az Eufrátesz másik oldalára, miután a kémektől értesültek a rómaiak közeledéséről. Palmyra a rómaiak szövetségesévé vált Tiberius (14-37) uralkodásának idején.
Petra 105-ös elfoglalásával a tömjénút kereskedelmének ellenőrzése végleg Palmüra kezébe került. A Perzsiát, Indiát, Kínát és a Római Birodalmat összekötő kereskedelmi út fontossága a rómaiak és parthusok háborúskodása ellenére folyamatosan növekedett, így a város gazdasági súlya is. Hadrianus 129-ben meglátogatta a várost és az annyira elbűvölte, hogy szabad várossá (civitas libera) nyilvánította és átnevezte Palmyra Hadrianára.
Az Újperzsa Birodalom megalakulása és előretőrése negatív hatással volt a város kereskedelmére. Gallienus római császár ezt felismerve dux Orientis címmel ruházta fel a város királyát, Odenathust, aki Aegyptus, Syria, Arabia Petraea és az anatóliai provinciák erőforrásai felett rendelkezve gyors hadjáratban a fővárosig, Ktésziphónig űzte a perzsákat. Amikor azonban túlzott hatalma veszélyessé vált, meggyilkolták fiával együtt (267 k.). Ekkor özvegye, Zénobia ragadta meg a hatalmat Palmüra felett a fia, Vaballathus nevében.
Zénobia önállósította magát, gyermekét imperatori címmel ruházta fel, és meghódította a római Közel-Kelet nagy részét Egyiptom egy részét is beleértve. Északon a Boszporuszig jutottak a palmürai hadak. Miután hatalmát biztosította, Aurelianus császár 272-ben ellencsapást indított, és még abban az évben leverte a várost. Miután távozott, Zenobiával rabláncon, a legyőzött Palmüra fellázadt. A visszatérő császár ekkor már le is rombolta a várost (273), ami elnéptelenedett, és nyerte el körülbelüli mai formáját.
Palmüra mellé katonai tábort építtettek, amit Diocletianus kibővített. A későbbiekben kisebb város alakult ki, a Bizánci Birodalom időszakában néhány kisebb templom is épült. A kereskedelmi utak már elkerülték a jelentéktelen települést.

### Jelenkor
Néhány európai is eljutott a romokig, így az angol Robert Wood is 1751-ben, akinek gyűjtései lázba hozták Európát. A tudományos értékű feltárás az I. világháború után indult meg. Először a leghíresebb műemléket ásták ki, a Babilonból importált Baál templomát, ahol az oszlopsorral övezett széles út ér véget mely mentén a legfontosabb épületek csoportosulnak.
A helyszín az UNESCO kulturális világörökségi listájára 1980-ban került fel.
Napjainkban régészeti csoportok számos országból folytatnak ásatásokat a terület különböző részein. 2005 májusában lengyel kutatócsoport feltárta a Lat templomnál felfedezett, egy részleteiben gazdag faragású kőszobrot a győzelem szárnyas istennőjének Nike szobrát.
Az Iszlám Állam fegyveresei 2015. május 21-en elfoglalták Palmürát, majd szemtanúk beszámolói szerint május 23-án lerombolták az ókori arab istenség, Allát 3,5 méter magas oroszlánszobrát.  Június 21-én jelentették, hogy az iszlamisták aknákat telepítettek a romok környékére.
2015. augusztus 18-án jelezték, hogy IÁ terroristái kivégezték Palmüra főrégészét: Khaled Aszaadot. A 82 éves tudós 50 évig gondozta Palmüra műkincseit. A tudóst még májusban ejtették túszul a terrorszervezet tagjai, amikor elfoglalták az ősi várost. Halálnak oka volt többek között, hogy a terroristák elől elrejtett ókori tárgyak rejtekhelyét nem árulta el.
2015. augusztusában adtak hírt arról, hogy Bél templomát, amelyet a vihar és a megtermékenyítő eső föníciai istenének szenteltek építői, egyes források szerint egy nappal, más jelentések szerint egy hónappal ezelőtt lerombolták.
2016. március 27-én Bassár el-Aszad erői visszafoglalták a várost, megsemmisítve a városban maradt IÁ erőit. Néhány értékes műemlék valóban megsemmisült, az ókori romok nagy része azonban túlélte az iszlamisták elmúlt tíz hónapos uralmát Maamun Abdulkarim, a szíriai régészeti hivatal vezetője szerint a hatóságok "a legrosszabbra számítottak", ám "a terület, általánosságban véve, jó állapotban van" hamarosan megkezdik az ókori műkincsek állapotának felmérését.
2016. december 11-én ismételten behatoltak az iszlám fegyveresek a város területére. 2017. január 20-án helyi jelentésekben közölték, hogy ismeretlen időpontban  lerombolták a római kori amfiteátrum egy részét és megsemmisítettek a híres római négyeskaput, a Tetrapülont. Az American School of Oriental Research (ASOR) nevű, régészeti kutatásokat támogató amerikai szervezet által közölt felvételeken jelentős mértékű rombolás látszik a Tetrapülonon és a római színházon. Mamún Abdel-Karim szíriai örökségvédelmi miniszter azt mondta, hogy a Tetrapülon 16 oszlopából csupán két oszloppár áll a helyén, a többi kidöntötték. Az ASOR szerint megsérült a római körszínház színpadja mögötti oszlopsor is. A színházban pedig nyilvános kivégzést is tartottak. 2017. március 2-án Bassár el-Aszad kormányerői orosz támogatással ismételten visszafoglalták a várost és elűzték az IÁ erőit.

### Szöveges anyagok
- Információk Zénobiáról
- Világörökség (World Heritage)
- Palmyráról angolul Archiválva 2006. április 20-i dátummal a Wayback Machine-ben
- City Of The Palms  Saudi Aramco World nyomtatott kiadása 1966
- Palmyra – A Portent? Saudi Aramco World nyomtatott kiadása 1981
- Index.hu rövid várostörténeti összefoglalója az i.e. karavánszerájtól a 2015-ös Iszlám Állam rombolásáig.

### Fényképek
- Egy Palmyra fényképalbum (angolul) (2005 tavaszából)
- www.panoramio.com
- world-heritage-tour.org 360°-os panorámaképek (angolul) (franciául)
- Drón zümmög az ősi Palmüra fölött miután a szír hadsereg visszafoglalta a várost az IÁ-tól. RT Ruptly YouTube videója (Készült: 2016 március 28)